# Egy éj Velencében (film, 1934, Cziffra Géza)
Az Egy éj Velencében 1934-ben, német-magyar koprodukcióban készült zenés film ifj. Johan Strauss azonos című operettje alapján. A film különlegessége, hogy nem szinkronizálták vagy feliratozták, hanem két nyelven forgatták le egyidőben ugyanazokon a helyszíneken, ám eltérő szereplőgárdával. Német nyelvű változatát Eine Nacht in Venedig címmel mutatták be.

## A forgatás
A film elkészítéséről már 1933-ban tárgyalásokat folytattak s, akkor még szóba került egy francia nyelvű változat elkészítése is. 1933. szeptember 28-án kezdték forgatni a filmet a Hunnia Filmgyárban. Mindkét változat főrendezője az a német Robert Wiene volt, aki az 1920-as Dr. Caligari című némafilm alkotójaként vált híressé, melyet 1958-ban a világ 12 legjobb filmje közé választottak. Később azonban ezt a szintet már nem tudta megugrani, az Egy éj Velencében és a Eine Nacht in Venedig sem tartozik a jelentős filmek közé. A korabeli kritika "gyermeteg zenés vígjátékként" jellemezte a filmet, ami a korszakban jelentősnek számító sajtótámogatottság és a parádés szereposztás ellenére sem tűnt maradandó művészeti alkotásnak. A film magyar társrendezője Cziffra Géza volt – bár sokan neki tulajdonítják az egész mozit, ő azonban csak asszisztense volt a német rendezőnek. Míg a német változatban Tino Pattiera operaénekes volt a főszereplő, a magyar változatban Tarján György énekelt, aki azonban nem azonos a színésszel; rövid filmes karrier után orvos lett.
A felvételek a Hunnia Róna utcai stúdiójában készültek, majd októberben a stáb Olaszországba utazott, hogy a velencei külső jeleneteket a helyszínen vegyék fel.
A film végül francia változatban nem, de magyar és német nyelven elkészült. A magyar változat bemutatója 1934. január 18-án volt a Nagymező utcai Rádius filmszínházban (ma: Thália Színház).

## Cselekmény
Harrimann amerikai milliomos (Csortos Gyula) leánya, Ellen (Simon Zsuzsa), ráun vőlegényére, Kovács doktorra (Verebes Ernő) és Velencébe utazik Antonio Crivelli gróf (Tarján György) után. Titkába avatja komornáját (Balla Lici), aki azonban a váratlanul megérkezett apának zavarában azt füllenti, hogy Ellen már férjhez ment. Az egész társaság Velencében a szállodában és Crivelli gróf palotájában helyezkedik el, kivéve Ellent, aki azt hiszi, hogy szerelmese hozományvadász és ezért elbujdosik. A gróf házvezetőnője (Gombaszögi Ella) és a végrehajtó (Gózon Gyula) praktikái a milliomost a Crivelli-palota megvételére ösztönzik, amire az összes félreértések elsimulnak, a boldog fiatalok a hozományul adott palotában kapják meg az apai áldást.